# Winsor, Hampshire
Winsor este un sat în comitatul Hampshire, Anglia. Satul este situat în parcul New Forest National Park.